# I Didn't Know That
I Didn´t Know That (Yo no sabía eso o No lo sabía, en español), es una serie científica cuya trama es descubrir los hechos que tienen las cosas de la vida cotidiana. El programa es producido por Channel One de Inglaterra para National Geographic Channel. Es presentado por Richard Ambrose y Jonny Phillips, dos científicos industriales.
Sus segmentos fuera del tema principal son:
- Probando Probando o Puebas, que es probar las cosas más comunes.
- Recortados o La cortadora: Jonny usa su cortadora para saber lo que había dentro.
- Realidad o Ficción(solo aparece en algunos episodios) para saber si son ciertas o falsas algunas leyendas urbanas.
- La vida secreta(solo aparece en algunos episodios) es para descubrir sus secretos de las cosas cotidianas.
- Línea de producción es para saber cómo se hace las cosas que son comunes.

- Datos: Q1415668